# Епплвуд (Колорадо)
Епплвуд (англ. Applewood) — переписна місцевість (CDP) в США, в окрузі Джефферсон штату Колорадо. Населення — 7833 особи (2020).

## Географія
Епплвуд розташований за координатами 39°45′3″ пн. ш. 105°9′46″ зх. д. / 39.75083° пн. ш. 105.16278° зх. д. (39.750736, -105.162685).  За даними Бюро перепису населення США в 2010 році переписна місцевість мала площу 11,52 км², з яких 10,56 км² — суходіл та 0,96 км² — водойми.

## Демографія
Згідно з переписом 2010 року, у переписній місцевості мешкало 7160 осіб у 3095 домогосподарствах у складі 2037 родин. Густота населення становила 621 особа/км².  Було 3247 помешкань (282/км²).
Расовий склад населення:
| - 93,5 % — білих - 1,6 % — азіатів - 0,8 % — корінних американців - 0,6 % — чорних або афроамериканців - 0,2 % — вихідців з тихоокеанських островів - 1,0 % — осіб інших рас |

До двох чи більше рас належало 2,2 %. Частка іспаномовних становила 5,6 % від усіх жителів.
За віковим діапазоном населення розподілялося таким чином: 19,0 % — особи молодші 18 років, 62,2 % — особи у віці 18—64 років, 18,8 % — особи у віці 65 років та старші. Медіана віку мешканця становила 46,2 року. На 100 осіб жіночої статі у переписній місцевості припадало 96,4 чоловіків;  на 100 жінок у віці від 18 років та старших — 94,8 чоловіків також старших 18 років.
Середній дохід на одне домашнє господарство  становив 97 734 долари США (медіана — 77 987), а середній дохід на одну сім'ю — 118 367 доларів (медіана — 103 333). Медіана доходів становила 83 165 доларів для чоловіків та 56 281 долар для жінок. За межею бідності перебувало 7,7 % осіб, у тому числі 3,1 % дітей у віці до 18 років та 16,2 % осіб у віці 65 років та старших.
Цивільне працевлаштоване населення становило 3655 осіб. Основні галузі зайнятості: науковці, спеціалісти, менеджери — 19,9 %, освіта, охорона здоров'я та соціальна допомога — 16,7 %, роздрібна торгівля — 10,1 %, мистецтво, розваги та відпочинок — 9,9 %.